# Butkevičius
Butkevičius ist ein litauischer männlicher Familienname, abgeleitet von Butkus.

## Weibliche Formen
- Butkevičiūtė (ledig)
- Butkevičienė (verheiratet)

## Namensträger
- Algirdas Butkevičius (* 1958), Politiker, Seimas-Mitglied und Premierminister
- Audrius Butkevičius (* 1960), Politiker, Seimas-Mitglied und Verteidigungsminister
- Juozas Butkevičius (* 1948), Politiker, Bürgermeister von Telšiai